# Гора Маат
Гора Маат (лат. Maat Mons) — самый высокий венерианский вулкан и вторая по высоте возвышенность планеты. Назван в честь древнеегипетской богини правды и справедливости Маат. Расположен в области Атлы по соседству с горой Уззы и горой Онгвути; координаты центра — 0°30′ с. ш. 194°36′ в. д. / 0,5° с. ш. 194,6° в. д.

## Описание
Гора Маат возвышается почти на 5 км над окружающей местностью и на 8,8 км (по другим данным, 8,3 км) над средним уровнем поверхности Венеры. Это делает её второй по высоте возвышенностью Венеры после гор Максвелла (которые превышают её более чем на километр), и самым высоким на планете вулканом. Атмосферное давление на вершине горы Маат на 40 % ниже, чем на среднем уровне поверхности, и составляет 55 бар.
Гора Маат — это щитовой вулкан диаметром в сотни километров с очень пологими (в среднем 1,25°) склонами. Эти склоны покрыты потоками застывшей лавы длиной до 400 км. На вершине горы находится кальдера размером 28×31 км, внутри которой есть по меньшей мере пять кратеров диаметром 5—10 км. Вдоль юго-восточного склона вулкана примерно на 40 км продолжается ряд мелких (3—5 км) кратеров. Вероятно, это результат не извержения, а обрушения: на радарных снимках аппарата «Магеллан» с разрешением 75 м/пиксель вокруг этих кратеров не видно никаких возвышений.
Большинство гор Венеры на радарных снимках выглядит ярче окрестностей (что объясняют в первую очередь образованием при низких температурах каких-то хорошо проводящих веществ). Гора Маат — самое заметное исключение из этого правила: она довольно тёмная по сравнению с другими горами такой же или даже меньшей высоты. Возможно, покрытие из радиоярких веществ недавно было залито лавой, засыпано пеплом или не смогло образоваться из-за особенностей химического состава поверхности.
С горой Маат и соседней горой Уззы связана самая большая гравитационная аномалия Венеры: гравитационное ускорение там повышено на 0,27 Гал. Максимума там достигает и высота венерианского геоида.

## Вулканическая активность
Существует ряд признаков того, что гора Маат извергалась сравнительно недавно. Это отсутствие на её склонах ударных кратеров, исключительно большая высота (что может означать наличие поддерживающего её мантийного плюма) и необычное для венерианских гор отсутствие радиояркого покрытия (возможно, оно не успело образоваться со времён последнего извержения). Время, нужное для появления такого покрытия, неизвестно; согласно ряду предположений, оно измеряется десятками или сотнями миллионов лет.
Сравнение радарных снимков «Магеллана», сделанных в 1991 году с интервалом 8 месяцев, показало, что один из кратеров на северном склоне горы Маат (1°21′47″ с. ш. 165°21′32″ з. д. / 1,363° с. ш. 165,359° з. д.) увеличился с 2,2 до 4,0 км2, а его форма изменилась с круглой на неправильную. Кроме того, на более новом изображении видны новые вулканические потоки, хотя не исключено, что это вызвано различиями условий съёмки.
На склонах горы видны не только лавовые потоки (с резкими границами и средней яркостью на радарных снимках): на северном склоне есть крупный тёмный поток с размытыми границами. Его интерпретируют как отложения, оставленные пирокластическим потоком при плинианском извержении горы.
Есть предположение, что именно извержение горы Маат стало причиной сильных колебаний концентрации диоксида серы и метана в нижней и средней атмосфере Венеры, обнаруженных зондами «Пионер-Венера-1» и «Пионер-Венера-2» в 1980-х годах.